# Albin Hagströms Minnespris
Albin Hagströms Minnespris utdelades, mellan 1997 och 2006, av Kungliga Musikaliska Akademien till minne av dragspelaren, dragspelsbyggaren och fabrikanten från Älvdalen, Hagströms grundare Albin Hagström.
Priset gavs till en dragspelare eller gitarrist och pristagaren utsågs av Kärstin Hagström-Heikkinens Musikprisfond. 
Från och med 2007 utdelas istället ett antal stipendier till dragspelare och gitarrister inom populärmusikens område. Sökanden får vara högst 35 år gammal och måste vara svenska medborgare. Stipendierna kan ej heller sökas av grupper utan tilldelas endast enskilda individer.

## Pristagare
- 1997 – Rune Gustafsson
- 1998 – Sören Rydgren
- 1999 – Janne Schaffer
- 2000 – Lars Holm
- 2001 – Jojje Wadenius
- 2002 – Sone Banger
- 2003 – Kenny Håkansson
- 2004 – Olav Wernersen
- 2005 – Lasse Wellander
- 2006 – Arnstein Johansen